# Volvo 8500
Der Volvo 8500 war ein Linienbus, den Volvo zwischen 2001 und 2011 in Zusammenarbeit mit dem schwedischen, seit 1981 auch zu Volvo gehörenden Karosseriebauunternehmen in Säffle als Nachfolger des Volvo B10M und Volvo B10BLE produzierte. Ab 2004 wurde er auch vom Karosseriebauer Aabenraa Karosserifabrik im dänischen Aabenraa gebaut. Im Jahr 2012 wurde der Volvo 8500 durch den Volvo 8900 ersetzt.

## Technische Daten

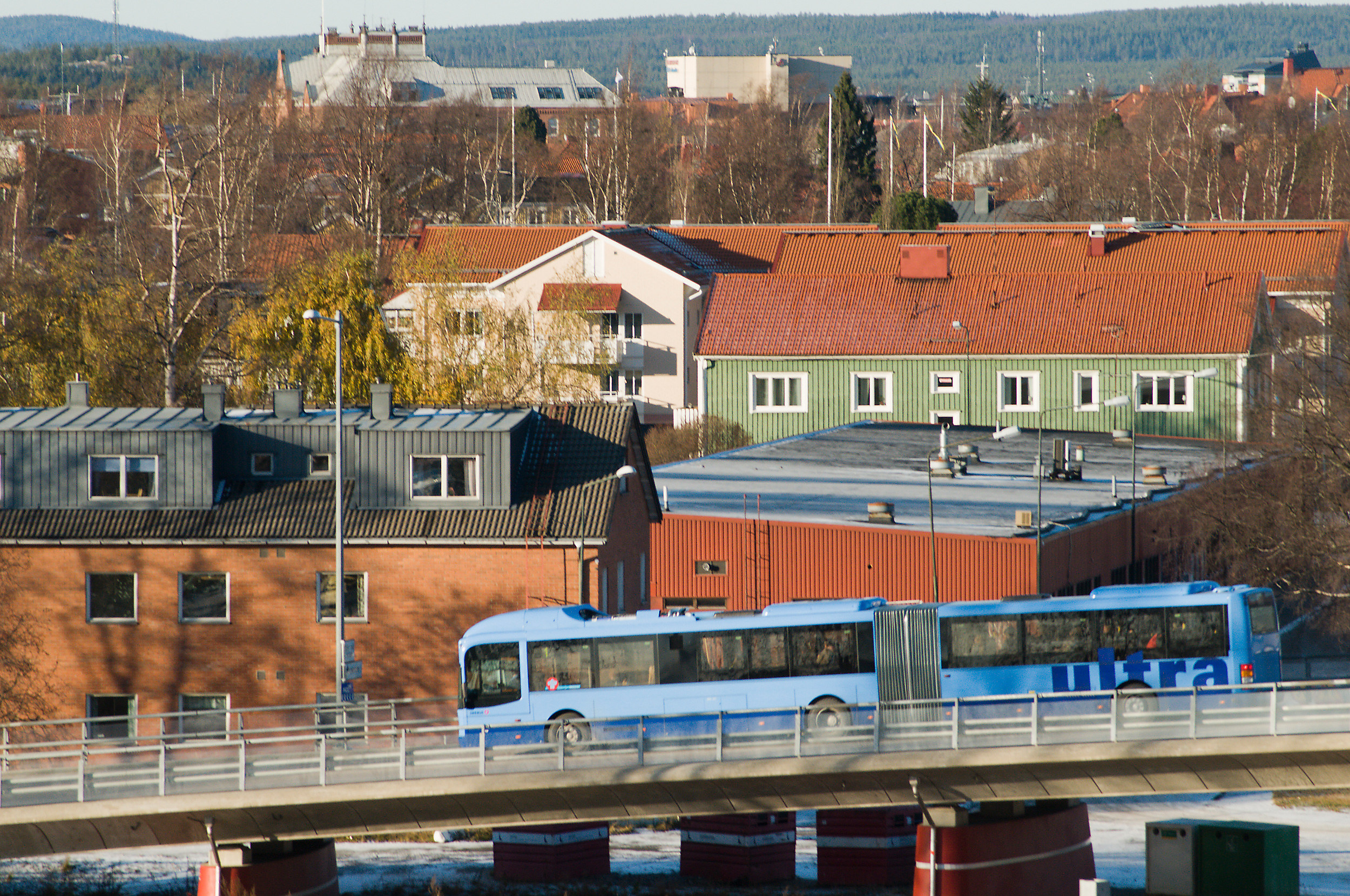
Volvo 8500 Gelenkbus

Zu Beginn basierte der 8500 auf dem Volvo B10BLE oder Volvo-B12M-Chassis, mit der Zeit wurden jedoch nur noch Volvo-B7-, B9S- oder verschiedene Volvo-B12-Chassis verwendet. Neben dem Standardmodell mit 12 m Länge gab es auch einen Gelenkbus mit 18,64 m Länge. Der Dieselmotor war auch als Erdgas-Variante erhältlich. Die Kraftübertragung erfolgte mit einem ZF Friedrichshafen 6-Stufen- oder dem von Voith gebauten Volvo I-Shift 8-Stufen-Automatikgetriebe. Der 8500 war auch als Regional- und Überlandbus erhältlich. Nachdem der fast identische Volvo 7500 drei Jahre später eingeführt wurde, spezialisierte Volvo den 8500 für den Regional- und Überlandverkehr, während der 7500 mehr für die städtischen Bedingungen angepasst wurde.

## Versionen
Es gab drei Versionen der Serie 8500:
- Express
- Intercity
- Intercity mit Low-Entry-Einstieg

Die Express-Version und Intercity-Version hatten einen mittig angeordneten Dieselmotor und die Low-Entry-Version einen Heckmotor.
Der 8500 verkaufte sich vor allem in Skandinavien und in Neuseeland.